# Vojenský tribun s konzulskou mocí
Vojenský tribun s konzulskou mocí (latinsky: Tribuni militum consulari potestate) byl úřad poprvé ustanovený v roce 444 př. n. l., tři sta deset let po založení Říma.
Někteří zvolení konzulové neměli vždy schopnosti vojevůdcovské, takže v nebezpečné době bylo zapotřebí ustanovit jiné, především zkušené velitele. Byla to kombinace moci vysokých důstojníků s největší politickou mocí.
Do této funkce mohli být voleni jak plebejové tak i patricijové, což zmírnilo napětí mezi plebeji a patriciji na začátku římské republiky, v době kdy plebejové nemohli zastávat konzulský úřad.